# Neues aus Büttenwarder/Episodenliste
Diese Episodenliste enthält alle Episoden der deutschen Fernsehserie Neues aus Büttenwarder, sortiert nach der offiziellen Episodennummerierung. Die Fernsehserie umfasst 15 Staffeln mit 98 Episoden, 2 Doppelepisoden, 19 Dokumentationen und 6 Specials.

## Staffel 1
| Nr. | Titel          | Erstausstrahlung (Hochdeutsch) | Erstausstrahlung (op platt) | Inhalt |
| --- | -------------- | ------------------------------ | --------------------------- | --- |
| 01  | Der Bär steppt | 16. Januar 2001                | 31. Mai 2004                | Brakelmann eröffnet auf seinem Hof eine „Tierpengsion“, die er so nachlässig betreibt, dass ein in Obhut genommener Tanzbär entweichen kann. |
| 02  | Fette Beute    | 13. Februar 2001               | 9. Juni 2003                | Ein flüchtiger Bankräuber stiehlt das rote Mofa als Fluchtfahrzeug. Adsche und Brakelmann finden später die Beute im Tank.                   |
| 03  | Bildungsschock | 30. Januar 2001                | 9. Juni 2003                | Wegen eines Irrtums Schönbiehls müssen sich Adsche und Brakelmann im Wissens-Quiz gegen eine Klingsiehler Mannschaft behaupten.              |
| 04  | Liebesnacht    | 26. Dezember 1999              | 9. Juni 2003                | Adsche und Brakelmann bekommen eine Stute aus einer Konkursmasse und haben ihre Mühe, sie von einem „geliehenen“ Hengst decken zu lassen.    |
| 05  | Ferienfieber   | 20. Februar 2001               | 30. Mai 2004                | Ein improvisierter Campingplatz Brakelmanns verleitet Schönbiehl dazu, Büttenwarder einem Reiseveranstalter als Geheimtipp zu empfehlen.     |
| 06  | Heiratsmarkt   | 22. Mai 2001                   | 30. Mai 2004                | Als Adsche und Brakelmann erfahren, dass eine attraktive junge Erbin noch unverheiratet ist, machen sie ihr um die Wette den Hof.            |
| 07  | Wahlkampf      | 26. Dezember 1999              | 3. Januar 2004              | Brakelmann versucht die Bürgermeisterwahl gegen Schönbiehl zu gewinnen, doch der wehrt sich mit unfairen Mitteln.                            |
| 08  | Ufos           | 26. Dezember 1997              | 31. Mai 2004                | Mit Kornkreisen in seinem Getreide erzeugt Brakelmann einen lukrativen Medienrummel, jedoch mit ungeahnten Nebenwirkungen.                   |

## Staffel 2
| Nr. | Titel            | Erstausstrahlung (Hochdeutsch) | Erstausstrahlung (op platt) | Inhalt |
| --- | ---------------- | ------------------------------ | --------------------------- | --- |
| 09  | Reisefieber      | 25. Dezember 2004              | 27. Dezember 2006           | Adsche soll sich um seine anscheinend reiche Erbtante in Amerika kümmern, doch Brakelmann weigert sich, ihn zu begleiten.                |
| 10  | Schuld und Sühne | 25. Dezember 2004              | 27. Dezember 2006           | Der zunächst ungeliebte offene Strafvollzug für Jugendliche in einem leerstehenden Hof erweist sich als ungeahnte Geldquelle.            |
| 11  | Glücksspielhölle | 3. Oktober 2005                | 15. Februar 2007            | Nach Pech im Domino und Mensch-ärgere-dich-nicht erfindet Brakelmann „Ziegenlotto“, das sich leicht manipulieren lässt.                  |
| 12  | Goethejahr       | 3. Oktober 2005                | 15. Februar 2007            | Nach Manuskriptfunden in Brakelmanns Gerümpel wird Büttenwarder Goethestadt. Nur dass Adsche von Goethe abstammt, glaubt ihm keiner.     |
| 13  | Staatsbesuch     | 3. Oktober 2006                | 9. April 2007               | Eine chinesische Delegation zeigt sich von Büttenwarders Show zunächst unbeeindruckt, bis sie Brakelmanns „typisch deutschen“ Hof sieht. |
| 14  | Geldregen        | 26. September 2006             | 9. April 2007               | Brakelmann wird als Auflockerung von einer TV-Börsensendung engagiert und verteilt Aktientipps, von denen alle kurzzeitig reich werden.  |

## Staffel 3
| Nr. | Titel          | Erstausstrahlung (Hochdeutsch) | Erstausstrahlung (op platt) | Inhalt |
| --- | -------------- | ------------------------------ | --------------------------- | --- |
| 15  | Schmerzensgeld | 24. Dezember 2007              | 16. Dezember 2008           | Brakelmann und Adsche verursachen Haftpflichtschäden auf Bestellung gegen Anteil. Da das ganze Dorf bei derselben Versicherung ist, fällt das auf. |
| 16  | Verschollen    | 26. Dezember 2007              | 16. Dezember 2008           | Brakelmann und Adsche laufen zu Fuß nach Klingsiehl, um einander gegen Prämie beim Finanzamt anzuzeigen, verirren sich jedoch im Wald.             |
| 17  | Karneval       | 27. Dezember 2007              | 16. Dezember 2008           | Der Büttenwardener Karneval, mit dem Schönbiehl den kritischen Brakelmann kaltstellen will, wird wider Erwarten ein Erfolg – aber nur einmal.      |
| 18  | Pflegeparadies | 25. Dezember 2007              | 21. Dezember 2008           | Brakelmann erfährt, welche Pflegeleistungen Onkel Krischan bezieht, holt ihn aus „Alte Eichen“ ab und bringt ihn in seiner Scheune unter.          |
| 19  | Weihnachten    | 23. Dezember 2008              | 25. Dezember 2008           | Das Büttenwardener Krippenspiel droht ein Desaster zu werden, bis ein Gästepaar wegen einer Autopanne für überraschende Weihnachtsromantik sorgt.  |
| 20  | Silvester      | 31. Dezember 2008              | 31. Dezember 2008           | Niemand im Dorf will Silvester so feiern wie immer (Streichhölzchen ziehen, wer für alle zahlt). Aber alle Vermeidungsstrategien helfen nicht.     |

## Staffel 4
| Nr. | Titel          | Erstausstrahlung (Hochdeutsch) | Erstausstrahlung (op platt) | Inhalt |
| --- | -------------- | ------------------------------ | --------------------------- | --- |
| 21  | Chefvisite     | 24. Dezember 2008              | 13. Dezember 2008           | Ein reisender Kurpfuscher verkauft Spezialtinktur und weckt in Schönbiehl Hoffnungen auf wirtschaftlichen Erfolg. Brakelmann durchschaut ihn.         |
| 22  | Vatertag       | 25. Dezember 2008              | 15. Dezember 2008           | Affären aus Schönbiehls Jugendzeit führen zu gleich drei Vaterschaftsansprüchen, die auch diesen selbst sichtlich beunruhigen.                        |
| 23  | Wunder         | 26. Dezember 2008              | 23. Dezember 2008           | Brakelmann vernimmt eine wundersame Stimme aus seinem Trecker. Als er entdeckt, dass man ihm einen Streich spielt, dreht er den Spieß um.             |
| 24  | Schönes Wohnen | 29. Dezember 2008              | 12. Dezember 2008           | Brakelmann erfährt, wie teuer sich hergerichtete Bauernhäuser verkaufen lassen, und nutzt ein Finanzierungsangebot von Baumarkt Lackmeier aus.        |
| 25  | Dorfschule     | 22. Dezember 2009              | 9. Dezember 2009            | Die Landesregierung bietet Prämien für nachgeholte Hauptschulabschlüsse. Also richtet Schönbiehl im Dorfkrug eine Dorfschule ein, mit ihm als Lehrer. |
| 26  | Endlich Urlaub | 25. Dezember 2009              | 10. Dezember 2009           | Brakelmann und Adsche täuschen einen Mallorca-Urlaub vor, zelten aber tatsächlich am Dorfteich und gehen sich schon bald auf die Nerven.              |

## Staffel 5
| Nr. | Titel                | Erstausstrahlung (Hochdeutsch) | Erstausstrahlung (op platt) | Inhalt |
| --- | -------------------- | ------------------------------ | --------------------------- | --- |
| 27  | Mambo                | 27. Dezember 2009              | 10. Dezember 2009           | Drei attraktive Reiterinnen bieten Gelegenheit, den Sieg im Tanzwettbewerb nach Büttenwarder zu holen. Für tanzwillige Männer sorgt Schönbiehl durch Druck. |
| 28  | Goldene Erinnerungen | 26. Dezember 2009              | 14. Dezember 2009           | Beim Versuch, ihre jeweiligen Memoiren zu schreiben, stoßen Brakelmann und Adsche auf inhaltsschwere filmische Dokumente ihrer Kindheit.                    |
| 29  | Damenbesuch          | 28. Dezember 2009              | 25. Dezember 2009           | Der Besuch einer Vroni Stadlhuber aus dem Allgäu stellt Adsche vor ein Rätsel. Brakelmann hat mit ihr brieflich geflirtet, ihr aber Adsches Foto geschickt. |
| 30  | Der Ball rollt       | 5. April 2010                  | 18. Dezember 2010           | Alle Ansätze der Dörfler, das Ergebnis des Stormarn-Cup-Endspiels in Klingsiehl richtig zu tippen, kommen nicht gegen Schönbiehls Raffinesse an.            |
| 31  | Schatzsuche          | 2. April 2010                  | 15. Dezember 2010           | Onkel Krischan erinnert sich an einen vergrabenen Schatz, aber nicht an den genauen Ort. Bei der Suche treffen Brakelmann und Adsche auf Überraschungen.    |
| 32  | War wohl Mord        | 25. Dezember 2010              | 6. Dezember 2010            | Ein Kriminalbeamter versucht einen Mord in Büttenwarder aufzuklären. Adsche und Brakelmann verkaufen allerdings Alibis.                                     |

## Staffel 6
| Nr. | Titel                   | Erstausstrahlung (Hochdeutsch) | Erstausstrahlung (op platt) | Inhalt |
| --- | ----------------------- | ------------------------------ | --------------------------- | --- |
| 33  | Die mit dem Wolf tanzen | 30. Dezember 2010              | 8. Dezember 2010            | Büttenwarder jagt einen Wolf, auf dessen Kopf der Klingsiehler Großbauer Günther Griem eine Prämie ausgesetzt hat.                                 |
| 34  | Guten Appetit           | 26. Dezember 2010              | 9. Dezember 2010            | Mit einer unverlangt aufgedrückten Videokamera beginnt Brakelmann, eine Low-Budget-Kochsendung fürs Fernsehen zu produzieren.                      |
| 35  | Ostern                  | 28. Dezember 2010              | 22. Dezember 2010           | Aus Protest gegen einen nicht ganz uneigennützigen Wunsch Schönbiehls nach Fotos aller Dörfler zeigt sich Brakelmann nur noch im Osterhasenkostüm. |
| 36  | Nackt                   | 22. Dezember 2011              | 17. Dezember 2011           | Für den Zuschlag eines lukrativen Nacktwanderwegs muss Büttenwarder einen Nacktbildkalender mit lokalen Models erstellen.                          |
| 37  | Vizekönig               | 28. Dezember 2011              | 19. Dezember 2011           | Schönbiehl taucht unter, um seine Frau gnädig zu stimmen. Onkel Krischan als letzter gewählter Stellvertreter übernimmt das Ruder.                 |
| 38  | Erlentrillich           | 25. Dezember 2011              | 22. Dezember 2011           | Shorty glaubt, er sei todkrank, und will den Dorfkrug verkaufen. Um das zu verhindern, muss ihm das Kranksein gründlich vermiest werden.           |
| 39  | Auf großer Fahrt        | 26. Dezember 2011              | 20. Dezember 2011           | Für eine Weltreise zimmert Brakelmann einen Kahn, der das Aufladen nicht überlebt. Aus den Trümmern baut er mit Adsche ein Floß für den Dorfteich. |

## Staffel 7
| Nr. | Titel          | Erstausstrahlung (Hochdeutsch) | Erstausstrahlung (op platt) | Inhalt |
| --- | -------------- | ------------------------------ | --------------------------- | --- |
| 40  | Hosenmatz      | 30. Dezember 2011              | 27. Juni 2013               | Onkel Krischan händigt Adsche sein Erbe aus – mengenweise Hosen, die Adsche und Brakelmann verkaufen. Leider stammen sie aus einem Raubüberfall.         |
| 41  | Lütt un Lütt   | 31. Dezember 2011              | 4. Juli 2013                | Ein einträglicher Waldkindergarten auf dem Brachland: Schönbiehl will die Idee der Freundfeinde für sich kapern, doch sie lassen ihn auflaufen.          |
| 42  | Stadtschinken  | 9. April 2012                  | 11. Juli 2013               | Ein Stadtmensch will nach Büttenwarder ziehen. Doch bei den Versuchen, ihm das schmackhaft zu machen, ergreift er schließlich die Flucht.                |
| 43  | Scheinheiliger | 6. April 2012                  | 18. Juli 2013               | Ein großzügiger Gast, angeblich Prediger und Heiler, verkauft Ansprachen und sucht Heilsteine. Tatsächlich haut er aber nur alle übers Ohr.              |
| 44  | Survival       | 25. Dezember 2012              | 26. Dezember 2012           | Damit sich kein Tourist mehr im Wald verirrt, bieten Brakelmann und Adsche Survival-Training an. Wie sich herausstellt, brauchen die etwas ganz anderes. |
| 45  | Kömkuchen      | 25. Dezember 2012              | 25. Juli 2013               | Shorty vernachlässigt den Dorfkrug, so dass Brakelmann auf seinem Hof eine eigene Wirtschaft eröffnet. Schönbiehl erlaubt ihm maximal ein Hofcafé.       |
| 46  | Schafwölkchen  | 20. Dezember 2012              | 1. August 2013              | Onkel Krischan bildet sich ein, er habe Geburtstag und werde eine Jugendliebe wiedersehen. Brakelmann möchte ihn gegen Nennwert ins Heim zurückbringen.  |
| 47  | Freiheit       | 1. Januar 2013                 | 29. Juni 2014               | Schönbiehl wird nach Berlin berufen, was bedeutet, dass Büttenwarder Ortsteil von Klingsiehl wird. Brakelmann ruft zum Freiheitskampf auf.               |

## Staffel 8
| Nr. | Titel         | Erstausstrahlung (Hochdeutsch) | Erstausstrahlung (op platt) | Inhalt |
| --- | ------------- | ------------------------------ | --------------------------- | --- |
| 48  | Entführt      | 4. Januar 2013                 | 29. Juni 2014               | Als Shortys Exfrau Trude ihren Besuch ankündigt, befürchtet er, dass sie nur Geld will. Die Dörfler täuschen seine Entführung vor, damit sie Lösegeld zahlt. |
| 49  | Rendezvous    | 31. März 2013                  | 29. Juni 2014               | In Brakelmanns Abwesenheit vermietet Adsche den abgelegenen Hof als Liebesnest. Doch das Ambiente treibt zunächst alle Kunden in die Flucht.                 |
| 50  | Fifty         | 25. Dezember 2013              | 6. Juli 2014                | Schönbiehl wurde von seiner Frau aus dem gemeinsamen Haus geworfen. Mithilfe der Dorfgemeinschaft will er ihr Herz zurückgewinnen.                           |
| 51  | Donnerschlach | 19. Dezember 2013              | 6. Juli 2014                | Ein Unwetter hält Adsche bei Brakelmann fest und demoliert das Haus. Sie geraten in unversöhnlichen Streit, der am nächsten Morgen vergessen ist.            |
| 52  | Patchwork     | 9. Juni 2014                   | 6. Juli 2014                | Kuno soll die Besuche bei Onkel Krischan übernehmen. Doch als Onkel Krischan sogar sein Testament ändert, gewinnt Adsche ihn neu lieb.                       |
| 53  | Sinn          | 8. Juni 2014                   | 25. Dezember 2014           | Auf der Suche nach dem Sinn des Lebens beteiligt sich Onkel Krischan schließlich am Buchsbaumwettbewerb und formt einen Erlentrillich.                       |
| 54  | Apparillo     | 25. Dezember 2013              | 1. August 2015              | Brakelmann ist stolzer Gewinner eines programmierbaren Großbildfernsehers, dessen komplizierte Bedienung ihn zur Weißglut bringt.                            |
| 55  | Stau          | 31. Dezember 2013              | 8. August 2015              | Urlaubsverkehr rollt durch Büttenwarder: Brakelmann blockiert die Straße und bietet dann (gegen Barmittel) eine Abkürzung über sein Terräng an.              |

## Staffel 9
| Nr. | Titel         | Erstausstrahlung (Hochdeutsch) | Erstausstrahlung (op platt) | Inhalt |
| --- | ------------- | ------------------------------ | --------------------------- | --- |
| 56  | Rififi (1)    | 31. Dezember 2014              | 15. August 2015             | Günther Griem steht im Verdacht, Schwarzgeld zu besitzen, und lagert einen Tresor in Shortys Lagerraum ein. Alle Versuche der Dörfler, da ranzukommen, scheitern zunächst. Als es ihnen schließlich gelingt, den Tresor zu öffnen, ist er leer – Griem hatte das Schwarzgeld bei Brakelmann versteckt. |
| 57  | Rififi (2)    | 31. Dezember 2014              | 15. August 2015             | Günther Griem steht im Verdacht, Schwarzgeld zu besitzen, und lagert einen Tresor in Shortys Lagerraum ein. Alle Versuche der Dörfler, da ranzukommen, scheitern zunächst. Als es ihnen schließlich gelingt, den Tresor zu öffnen, ist er leer – Griem hatte das Schwarzgeld bei Brakelmann versteckt. |
| 58  | Versöhnung    | 3. Oktober 2014                | 1. August 2015              | Onkel Krischan wünscht sich Versöhnung zwischen Adsche und Jürgen Seute, seit 40 Jahren zerstritten. Die tun zwar so, giften sich aber weiterhin an. |
| 59  | Der alte Sack | 31. Dezember 2014              | 18. Juni 2016               | Eine Frau hat eine Autopanne – und die Leiche ihres unausstehlichen Chefs im Kofferraum. Adsche und Brakelmann helfen beim Verschwindenlassen. |
| 60  | Einladung     | 24. Dezember 2014              | 8. August 2015              | Große Teile der Dorfgemeinschaft werden von Günther Griem zum Ball eingeladen. Doch schließlich feiern sie stattdessen Brakelmanns 60. Geburtstag. |
| 61  | Knopfhase     | 26. Dezember 2014              | 12. Dezember 2015           | Adsche sichtet den seltenen Knopfhasen. Brakelmann wittert Nennwert durch Züchtung, Schönbiehl torpediert Griems Bauvorhaben. |

## Staffel 10
| Nr. | Titel       | Erstausstrahlung (Hochdeutsch) | Erstausstrahlung (op platt) | Inhalt |
| --- | ----------- | ------------------------------ | --------------------------- | --- |
| 62  | Haggnschuss | 23. Dezember 2015              | 24. Juli 2016               | Beim Wildern bekommt Brakelmann einen Schuss in den Fuß. Damit Adsche ihm hilft, wird er so freundlich, dass es Adsche wieder nervt.                    |
| 63  | Auf Streife | 26. Dezember 2015              | 18. Juni 2016               | Griem kandidiert gegen Schönbiehl. Der verbreitet Angst vor einer angeblichen Diebesbande, Griem lässt ihn auffliegen, Schönbiehl schenkt ihm den Sieg. |
| 64  | Radio       | 29. Dezember 2015              | 25. Juni 2016               | Aus Enttäuschung über den Landfunk macht Adsche einen Piratensender auf. Sein Programm hört fast keiner, dennoch bucht Griem Sendezeit.                 |
| 65  | Rosenkrieg  | 31. Dezember 2015              | 25. Juni 2016               | Brakelmann und Adsche haben Streit. Da alle Vermittlungsversuche scheitern, organisieren Shorty und Jürgen Seute einen öffentlichen Schaukampf.         |
| 66  | Rekord      | 28. März 2016                  | 2. Juli 2016                | Onkel Krischan versucht sich an einem skurrilen Wanderrekord, der durch Jürgen Seute kräftig medial gepusht wird und durch Mitläufer Profit abwirft.    |
| 67  | Olympia     | 16. April 2016                 | 2. Juli 2016                | Inspiriert von Onkel Krischans Wanderprojekt erfinden Brakelmann und Adsche die Büttenwardener Olympiade, in der es auf Langsamkeit ankommt.            |

## Staffel 11
| Nr. | Titel        | Erstausstrahlung (Hochdeutsch) | Erstausstrahlung (op platt) | Inhalt |
| --- | ------------ | ------------------------------ | --------------------------- | --- |
| 68  | Danke Föhn   | 29. Dezember 2016              | 22. Juli 2017               | Jürgen Seute eröffnet seinen Salon. Adsches Bemühungen, ihn loszuwerden, machen zwielichtige Leute auf ihn aufmerksam, denen er noch Geld schuldet.          |
| 69  | Topptach     | 25. Dezember 2016              | 29. Juli 2017               | An einem schlechten Tag erinnern sich alle an den 15. Juni. Adsches Idee, diesen Topptach einfach nochmal geschehen zu lassen, erweist sich als schwierig.   |
| 70  | Groggy       | 30. Dezember 2016              | 5. August 2017              | Kuno trainiert für ein Boxduell mit einem arroganten Klingsiehler Einwohner, der ihn beim Killerkralle-Treffen ausgestochen hat.                             |
| 71  | Laborette    | 25. Dezember 2016              | 12. August 2017             | Eine Studentin möchte per Videoüberwachung das normale Verhalten der Büttenwardener erforschen. Die verhalten sich aber nicht normal.                        |
| 72  | Oh!          | 31. Dezember 2016              | 19. August 2017             | Auf Brakelmanns Hof erscheint der 10-jährige Manuel mit einem Brief, der ihn als Gerlindes Enkel ausweist – einer der Freundfeinde muss sein Großvater sein. |
| 73  | Black Bronco | 30. Dezember 2016              | 26. August 2017             | Brakelmann eröffnet einen Tierfriedhof auf seinem Terräng. Ein Auftrag betrifft ein noch lebendes Pferd, für das ein gutes Zuhause gefunden wird.            |

## Staffel 12
| Nr. | Titel            | Erstausstrahlung (Hochdeutsch) | Erstausstrahlung (op platt) | Inhalt |
| --- | ---------------- | ------------------------------ | --------------------------- | --- |
| 74  | Im Dutt          | 25. Dezember 2017              | 16. September 2018          | Ein suizidaler Besucher wird von Adsche und den anderen unauffällig hingehalten, bis er selbst zur Einsicht kommt.                                          |
| 75  | Nachruhm         | 29. Dezember 2017              | 23. September 2018          | Shorty glaubt, er habe Griem versehentlich getötet. Brakelmann und Adsche wittern neue Chancen auf lebenslanges Gastrecht im Dorfkrug.                      |
| 76  | Jopp             | 2. Januar 2018                 | 30. September 2018          | Eine Investorin lockt mit überzogenen Jobangeboten. Ihre Tochter Fiona freundet sich mit Manuel an und verrät ihm, dass alle über den Tisch gezogen werden. |
| 77  | Unter Dampf      | 31. Dezember 2017              | 28. Oktober 2018            | Ein geheimnisvoller Wohnmobilfahrer, der nachts Crystal Meth kocht, schlüpft auf Brakelmanns Hof unter. Adsche weiß nicht, wie er damit umgehen soll.       |
| 78  | Klassentreffen   | 29. Dezember 2017              | 25. November 2018           | Mittels Klassentreffen sollen erfolgreiche ehemalige Mitschüler angepumpt werden. Es kommen nur zwei, und alles stürzt sich auf den falschen.               |
| 79  | Sieben nach voll | 26. Dezember 2017              | 16. Dezember 2018           | Onkel Krischan will heiraten und wartet auf den Bus zum Standesamt. Gleichzeitig kommt sein Rivale Franz Schmöller mit dem Bus nach Büttenwarder.           |

## Staffel 13
| Nr. | Titel           | Erstausstrahlung (Hochdeutsch) | Erstausstrahlung (op platt) | Inhalt |
| --- | --------------- | ------------------------------ | --------------------------- | --- |
| 80  | Zwei Steinadler | 25. Dezember 2018              | 28. Juli 2019               | Adsche und Hajo Narkmeyer stoßen auf einen verunglückten Werttransport, kommen jedoch aus unterschiedlichen Gründen an den Schatz nicht heran.       |
| 81  | Schnupfi        | 28. Dezember 2018              | 25. August 2019             | Peter wurde von Daggi vor die Tür gesetzt und quartiert sich bei Adsche ein, wo die Dörfler gerade eine Schwarzbrennerei einrichten.                 |
| 82  | WeWeWe          | 28. Dezember 2018              | 29. September 2019          | Der Friseursalon bietet Internet gegen Gebühr. Manuel übernimmt zunächst das Eintippen auch fragwürdigster Inhalte, bis ihm das normale Leben fehlt. |
| 83  | Rote Laterne    | 31. Dezember 2018              | 26. Dezember 2019           | Ein Wagen mit roter Laterne steht am Ortsrand, darin die attraktive Barbarella. Griehms Wunsch, sie zu ignorieren, fällt zunehmend schwer.           |
| 84  | Schräger Vogel  | 27. Dezember 2018              | 22. April 2019              | Shortys Gourmetgäste amüsieren sich über Adsches Marotten, von Kuno persifliert. Das hat zunächst Nennwert, aber auch Nebenwirkungen.                |
| 85  | Verdammter Hund | 31. Dezember 2018              | 17. Juli 2019               | Ein streunender Hund erscheint auf dem Hof und jagt Adsche zunächst Angst ein, doch dann freunden sie sich gut an.                                   |

## Staffel 14
| Nr. | Titel         | Erstausstrahlung (Hochdeutsch) | Erstausstrahlung (op platt) | Inhalt |
| --- | ------------- | ------------------------------ | --------------------------- | --- |
| 86  | Memory        | 25. Dezember 2019              | 24. Dezember 2020           | Um Brakelmanns Hof abreißen zu können, steckt Griem ihn und Adsche zunächst in eine WG und beherbergt sie dann selbst. Doch sie durchschauen ihn.       |
| 87  | Gerlinde      | 30. Dezember 2019              | 24. Dezember 2020           | Gerlinde und Manuel kommen zu Besuch. Das Wiedersehen mit Adsche ist herzlich. Manuel und Fiona (aus Folge 76) sind nun ein Paar.                       |
| 88  | 777           | 26. Dezember 2019              | 24. Dezember 2020           | Nachdem das Fest „777 Jahre Büttenwarder“ wegen dilettantischer Vorbereitungen geplatzt ist, besinnt man sich auf sich selbst.                          |
| 89  | Der Hamburger | 29. März 2020                  | 24. Dezember 2020           | Friedhelm Bentheim, der „Hamburger“, ist Büttenwarders neuer Schützenkönig. Zum Königsschießen fehlt ihm allerdings eine Königin.                       |
| 90  | Trüffel       | 27. Dezember 2019              | 24. Dezember 2020           | Hajo und Adsche finden ein auf Trüffel abgerichtetes Hausschwein und versuchen Nennwert zu schlagen. Büttenwarder wird von einem Trüffelrausch erfasst. |
| 91  | Endstation    | 26. Dezember 2019              | 24. Dezember 2020           | Eine Zimmermannsgesellin, die auf der Walz ist, kommt bei Adsche unter und führt im Dorf Reparaturen aus.                                               |

## Staffel 15
| Nr. | Titel                        | Erstausstrahlung (Hochdeutsch) | Erstausstrahlung (op platt) | Inhalt |
| --- | ---------------------------- | ------------------------------ | --------------------------- | --- |
| 92  | Der Tod ist ein sturer Arsch | 30. Dezember 2020              | –                           | Als Adsche sich nach einem Streit mit Brakelmann aussprechen will, liegt der tot auf dem Sofa. Adsche versucht mit dem Tod zu verhandeln. Das Dorf nimmt Abschied. |
| 93  | Kunst                        | 26. Dezember 2020              | 25. Dezember 2021           | Hajo präsentiert auf dem Kunstwettbewerb eine Kopie von Monets „Seerosen“, von Onkel Krischan angefertigt, und versucht daraus Nennwert zu schlagen. |
| 94  | Die Schwester                | 1. Januar 2021                 | 25. Dezember 2021           | Adsches Schwester Ylvie wurde um ihr Vermögen gebracht, kommt nach Büttenwarder und fordert ihren Anteil am Erbe. Per Heilung begleicht sie Adsches Zechschulden. |
| 95  | Nur noch 21 Tage             | 25. Dezember 2021              | 25. Dezember 2022           | Brakelmanns Hof, auf dem Adsche seit dessen Tod allein lebt, wird von Bürgermeister Griem einem zunächst unbekannten Nachnutzer zum Kauf angeboten. Keine von Adsches Maßnahmen hat Erfolg. Da Griem den Hof nur verkaufen darf, solange er Bürgermeister ist, versuchen Adsche und Ylvie, die Wahl zu torpedieren. Doch erst als sich herausstellt, dass Griem ganz Büttenwarder aufzukaufen versucht, um es dem Militär als Übungsgelände zu überlassen, gewinnt der zunächst chancenlose Konkurrenzkandidat Jürgen Seute die Wahl, und in Büttenwarder bleibt alles beim Alten. |
| 96  | Noch 14 Tage                 | 25. Dezember 2021              | 25. Dezember 2022           | Brakelmanns Hof, auf dem Adsche seit dessen Tod allein lebt, wird von Bürgermeister Griem einem zunächst unbekannten Nachnutzer zum Kauf angeboten. Keine von Adsches Maßnahmen hat Erfolg. Da Griem den Hof nur verkaufen darf, solange er Bürgermeister ist, versuchen Adsche und Ylvie, die Wahl zu torpedieren. Doch erst als sich herausstellt, dass Griem ganz Büttenwarder aufzukaufen versucht, um es dem Militär als Übungsgelände zu überlassen, gewinnt der zunächst chancenlose Konkurrenzkandidat Jürgen Seute die Wahl, und in Büttenwarder bleibt alles beim Alten. |
| 97  | Keine 8 mehr                 | 28. Dezember 2021              | 25. Dezember 2022           | Brakelmanns Hof, auf dem Adsche seit dessen Tod allein lebt, wird von Bürgermeister Griem einem zunächst unbekannten Nachnutzer zum Kauf angeboten. Keine von Adsches Maßnahmen hat Erfolg. Da Griem den Hof nur verkaufen darf, solange er Bürgermeister ist, versuchen Adsche und Ylvie, die Wahl zu torpedieren. Doch erst als sich herausstellt, dass Griem ganz Büttenwarder aufzukaufen versucht, um es dem Militär als Übungsgelände zu überlassen, gewinnt der zunächst chancenlose Konkurrenzkandidat Jürgen Seute die Wahl, und in Büttenwarder bleibt alles beim Alten. |
| 98  | Finale                       | 28. Dezember 2021              | 25. Dezember 2022           | Brakelmanns Hof, auf dem Adsche seit dessen Tod allein lebt, wird von Bürgermeister Griem einem zunächst unbekannten Nachnutzer zum Kauf angeboten. Keine von Adsches Maßnahmen hat Erfolg. Da Griem den Hof nur verkaufen darf, solange er Bürgermeister ist, versuchen Adsche und Ylvie, die Wahl zu torpedieren. Doch erst als sich herausstellt, dass Griem ganz Büttenwarder aufzukaufen versucht, um es dem Militär als Übungsgelände zu überlassen, gewinnt der zunächst chancenlose Konkurrenzkandidat Jürgen Seute die Wahl, und in Büttenwarder bleibt alles beim Alten. |

## Doppelepisoden
| Nr.   | Titel              | Erstausstrahlung (Hochdeutsch) | Erstausstrahlung (op platt) |
| ----- | ------------------ | ------------------------------ | --------------------------- |
| 56/57 | Rififi             | 25. Dezember 2014              | –                           |
| 66/67 | Olympische Rekorde | 25. Dezember 2015              | 31. Dezember 2016           |

## Dokumentationen
| Nr. | Titel                                              | Erstausstrahlung   |
| --- | -------------------------------------------------- | ------------------ |
| 01  | Das Beste aus Büttenwarder                         | 31. Dezember 2005  |
| 02  | Büttenwarder privat: Jan Fedder                    | 19. September 2006 |
| 03  | Büttenwarder privat: Peter Heinrich Brix           | 26. September 2006 |
| 04  | Das ist Büttenwarder – Eine Serie hat Geburtstag   | 27. Dezember 2007  |
| 05  | Zu Besuch in Büttenwarder                          | 25. Dezember 2008  |
| 06  | Büttenwarder ganz privat                           | 23. Dezember 2009  |
| 07  | Die besten Talente für Büttenwarder                | 2. April 2010      |
| 08  | Das ABC von Büttenwarder                           | 31. August 2010    |
| 09  | Dein Talent in Büttenwarder                        | 25. Dezember 2010  |
| 10  | Altes aus Büttenwarder                             | 28. Dezember 2011  |
| 11  | Das ZYX von Büttenwarder                           | 20. Dezember 2012  |
| 12  | Büttenwarder: 15 Jahre – 15 Fragen                 | 25. Dezember 2012  |
| 13  | Büttenwarder – Deine Fans                          | 25. Dezember 2013  |
| 14  | Brakelmanns Freunde                                | 25. Dezember 2014  |
| 15  | Büttenwarder – frisch geföhnt                      | 25. Dezember 2015  |
| 16  | Onkel Krischan – Der alte Mann und das Dorf        | 25. Dezember 2016  |
| 17  | 20 Jahre Büttenwarder – Der Traum vom wahren Leben | 25. Dezember 2017  |
| 18  | Tschüss … Ich bin dann mal weg                     | 11. Februar 2018   |
| 19  | Letztes Gedeck in Büttenwarder                     | 28. Dezember 2021  |

## Specials
| Special | Titel                                                 | Erstausstrahlung   |
| ------- | ----------------------------------------------------- | ------------------ |
| 01      | Wer hat’s gesehen – Büttenwarder Special              | 13. Juli 2010      |
| 02      | Das war 2010                                          | 28. Dezember 2010  |
| 03      | Krisenjahr 2011                                       | 30. Dezember 2011  |
| 04      | Brixi – mich gibt’s nur zweimal                       | 14. Mai 2015       |
| 05      | Sass: So isst der Norden – Büttenwarder Spezialitäten | 20. September 2015 |
| 06      | Die NDR-Quizshow – 20 Jahre Büttenwarder              | 29. Dezember 2017  |